# Caladenia amoena
Caladenia amoena är en orkidéart som beskrevs av David Lloyd Jones. Caladenia amoena ingår i släktet Caladenia och familjen orkidéer.
Artens utbredningsområde är Victoria. Inga underarter finns listade i Catalogue of Life.